# 史蒂芬·古爾德
史蒂芬·杰伊·古爾德（英語：Stephen Jay Gould，1941年9月10日—2002年5月20日）是一名美國古生物學家、演化生物學家，科學史學家與科普作家，職業生涯中大多在哈佛大學擔任教職，並曾在紐約的美國自然史博物館工作。

## 生平
古爾德出生於紐約市皇后區，父親倫納德為法庭速記員，母親埃利諾是個藝術家。古爾德五歲時，他父親帶他到美國自然史博物館的恐龍廳參觀，這是他最早接觸到暴龍的時刻。

## 科學研究
古尔德早期研究的对象是百慕大地区的蜗牛。1972年，他和纽约美国自然史博物馆的尼爾斯·艾崔奇（Niles Eldredge）共同提出“间断平衡”（英語：Punctuated Equilibrium）进化理论，由此享誉全球。“间断平衡”理论认为，生物的进化并不像达尔文所认为的那样，是一个缓慢的渐变积累的过程；而是长期的稳定甚至不变与短暂的剧变交替的过程，从而解释了化石在地层中为什么会有许多空缺之处。
古尔德是一位忠实的达尔文主义者，他认为达尔文理论的核心是自然选择，而不是生存竞争或生物渐变论。从他的作品中可以看出，他非常推崇自然选择在生物进化中的作用，尤其难能可贵的是，他也承认，自然选择不是唯一答案，而是最重要的答案。

## 科普寫作
古尔德的另一杰出贡献并不是提出什么理论，而是他写出了大量的科普作品，令世人对古生物学产生兴趣。没有人关注的科学是没有生命力的科学，古尔德的科普文章给予了古生物学持续的生命动力。古尔德文笔流畅、学识渊博，不仅向读者解释自然现象，而且讲述自然现象所引出的思考及其对人类社会的影响，他对科学的反思相当深刻，对社会曲解科学理论进行了尖锐的批判。他的主要科普作品有《千禧年》、《自达尔文以来》（臺譯：《達爾文大震撼》）、《熊猫的拇指》、《奇妙的生命》（臺譯：《壮丽的生命》）等。

## 延伸閱讀
- 米爾斯基（Steve Mirsky）. . 科學人中文版. 2002年10月, 8. ISSN 1682-2811. 內容節錄（页面存档备份，存于）

## 外部連結
- The Unofficial Stephen Jay Gould Archive（页面存档备份，存于）
- Excerpts from Gould Lectures at Stanford University（页面存档备份，存于）
- Richard C. Lewontin sums up Gould's career in an obituary（页面存档备份，存于）
- "Darwinian Fundamentalism"（页面存档备份，存于） - Gould's response to  Daniel Dennett and other critics
- "The Median Isn't the Message" - Gould confronts the statistics of cancer and finds hope
- Online audio interview with Gould - Ann Online
- McLean v. Arkansas Creationism Trial（页面存档备份，存于） - Plaintiff's transcript of Gould's testimony
- World of Genetics on Stephen Jay Gould（页面存档备份，存于） - biographical information